# Kirill Karabits
Kirill Karabits (en ucraniano: Кирило Карабиць; Kiev, 26 de diciembre de 1976) es un director de orquesta ucraniano.

## Biografía
El padre de Karabits fue director y compositor, Iván Karabits.  
Karabits nació en Kiev [entonces en la RSS de Ucrania de la Unión Soviética]. En su juventud, Karabits estudió piano, musicología y composición, y desarrolló un interés en la dirección a los 13 años. Sus primeros maestros incluyeron a Tatiana Kozlova.  En Kiev, estudió en la Escuela de Música Lysenko, y más tarde en la Academia Nacional de Música Tchaikovsky.  En 1995, comenzó sus estudios en la Musikhochschule de Viena y obtuvo un diploma en dirección orquestal después de cinco años de estudio.  También asistió a la Internationale Bachakademie Stuttgart, donde fue alumno de Helmuth Rilling y Peter Gülke.  Ha realizado trabajos académicos en el archivo musical de la Berliner Singakademie, como la transcripción de la Pasión de Johannes de Carl Philipp Emanuel Bach de 1784, que se creía perdida.
Karabits hizo su primera aparición como director de orquesta a los 19 años. Fue director asistente de la Orquesta del Festival de Budapest de 1998 a 2000. También se desempeñó como director asociado de la Orquesta Filarmónica de Radio Francia de 2002 a 2005. De 2005 a 2007, Karabits fue director invitado principal de la Orquesta Filarmónica de Estrasburgo.
En octubre de 2006, Karabits hizo su primera aparición como director con la Orquesta Sinfónica de Bournemouth (BSO), y regresó en octubre de 2007, donde ambos conciertos recibieron elogios. En noviembre de 2007, la BSO anunció el nombramiento de Karabits como su decimotercer director principal, después de una votación unánime de los músicos de la orquesta, a partir de la temporada 2009-2010. El nombramiento de la BSO marca la primera dirección principal de Karabits. Karabits ostentaba el título de Director Principal Designado para la temporada 2008-2009, con tres apariciones en conciertos. Hizo su primera aparición como director en The Proms con la BSO en agosto de 2009, y asumió formalmente la dirección principal de la BSO en octubre de 2009. Es el primer director ucraniano en ser nombrado director principal de una orquesta del Reino Unido. Su contrato inicial fue por 4 años. Con la BSO, Karabits ha grabado música de Rodion Shchedrin para el sello Naxos y música de Aram Khachaturian para el sello Onyx Classics. En agosto de 2011, Karabits y la BSO acordaron una extensión de tres años de su contrato como director principal hasta la temporada 2015-2016. En abril de 2015, la BSO anunció que Karabits había firmado un contrato continuo como director principal, para extender su mandato hasta una fecha mínima de 2018.
Karabits hizo su debut como director norteamericano con la Orquesta Sinfónica de Houston en marzo de 2009. Karabits dirigió por primera vez la Orquesta I, CULTURE de Polonia en 2013.